# إيفدوكيا كادي
إيفدوكيا كادي (باليونانية:Ευδοκία Καδή ; من مواليد 27 فبراير 1981 في نيقوسيا، قبرص) مغنية قبرصية يونانية مثلت قبرص في مسابقة الأغنية الأوروبية 2008 ، بأغنية «فام فاتال».

## روابط خارجية
- إيفدوكيا كادي على موقع ميوزك برينز (الإنجليزية)
- إيفدوكيا كادي على موقع أول ميوزيك (الإنجليزية)
- إيفدوكيا كادي على موقع ديسكوغز (الإنجليزية)